# Pecan Gap
Pecan Gap város az USA Texas államában, Delta és Fannin megyében. Lakosainak száma 178 fő (2020. április 1.).

## Népesség
A település népességének változása:

| 2010 | 203 |
| 2020 | 178 |